# دناسة (أمغراس)
دناسة هي إحدى مشيخات المملكة المغربية، تتبع جغرافيا لإقليم الحوز وإداريًا لأمغراس. يقدر عدد سكانها بـ 2450 نسمة حسب الإحصاء الرسمي للسكان والسكنى لسنة 2004.